# Gonzalo Bergessio
Gonzalo Rubén Bergessio (ur. 20 lipca 1984 w Córdobie) – argentyński piłkarz występujący na pozycji napastnika. Obecnie jest zawodnikiem urugwajskiego klubu Nacional.

## Kariera klubowa
Bergessio zawodową karierę rozpoczynał w sezonie 2001/2002 w klubie Platense, grającym w Primera B Nacional Argentina. W Platense od czasu debiutu pełnił rolę rezerwowego. W debiutanckim sezonie spadł z klubem do Primera B Metropolitana. W sezonie 2003/2004 stał się tam podstawowym graczem Platense. W tym klubie spędził cztery sezony. W sumie rozegrał tam 89 ligowych spotkań i zdobył w nich 27 bramek.
W 2005 roku przeszedł do Instituto Córdoba, występującego w Primera División Argentina. W tych rozgrywkach zadebiutował 14 sierpnia 2005 w przegranym 0:3 spotkaniu z CA Independiente. 25 września 2005 w wygranym 2:0 spotkaniu z San Lorenzo strzelił pierwszego gola w trakcie gry w Primera División Argentina. W sezonie 2005/2006 spadł z klubem do Primera B Nacional Argentina. Wówczas odszedł z Instituto.
Trafił do klubu Primera División Argentina - Racing Club. Pierwszy ligowy mecz zaliczył tam 5 sierpnia 2006 przeciwko Nueva Chicago (2:0). W Racignu grał przez rok. W tym czasie zagrał tam 35 ligowych meczach i strzelił w nich 12 goli.
W lipcu 2007 za 2,5 miliona euro został sprzedany do portugalskiej Benfiki. W pierwszej lidze portugalskiej zadebiutował 18 sierpnia 2007 w zremisowanym 1:1 meczu z Leixões SC. W Benfice występował przez pół roku. Rozegrał tam w sumie trzy ligowe spotkania.
Na początku 2008 roku powrócił do Argentyny, gdzie został zawodnikiem San Lorenzo. Zadebiutował tam 16 lutego 2008 w przegranym 0:1 ligowym spotkaniu z San Martín.
24 sierpnia 2009 roku Bergessio podpisał 4-letni kontrakt z francuskim AS Saint-Étienne. Pierwszy ligowy mecz zaliczył tam 12 września 2009 przeciwko Stade Rennais (0:1). 19 września 2009 w zremisowanym 1:1 spotkaniu z AJ Auxerre strzelił pierwszego gola w trakcie gry w Ligue 1. 21 sierpnia 2011 roku przeszedł do włoskiego klubu Serie A Catania Calcio.

## Kariera reprezentacyjna
W reprezentacji Argentyny Bergessio zadebiutował 16 października 2008 w przegranym 0:1 meczu eliminacji Mistrzostw Świata 2010 z Chile. 21 maja 2009 w wygranym 3:1 towarzyskim spotkaniu z Panamą zdobył dwie bramki, które były jego pierwszymi w drużynie narodowej.